# Zbigniew Chmielowiec
Zbigniew Michał Chmielowiec (ur. 22 września 1954 w Kolbuszowej) – polski polityk, inżynier ochrony środowiska, samorządowiec, poseł na Sejm V, VI, VII, VIII, IX i X kadencji.

## Życiorys
Ukończył studia na Wydziale Inżynierii Sanitarnej i Wodnej Politechniki Krakowskiej (z tytułem zawodowym inżyniera środowiska), następnie był zatrudniony w zakładach produkcyjno-budowlanych oraz spółdzielczym gospodarstwie rolnym.
Na początku lat 80. należał do NSZZ „Solidarność”, później do 1985 był członkiem ZSL. W drugiej połowie lat 90. działał w AWS. Od 1994 do 2002 zasiadał w radzie miasta i gminy Kolbuszowa. W 1990 został kierownikiem wydziału w urzędzie miasta i gminy, a w 1995 zastępcą burmistrza Kolbuszowej. Od 1998 do 2005 zajmował stanowisko burmistrza tej miejscowości.
W 2005 z listy Prawa i Sprawiedliwości został wybrany na posła V kadencji w okręgu rzeszowskim. W wyborach parlamentarnych w 2007 po raz drugi uzyskał mandat poselski, otrzymując 17 243 głosy. W wyborach do Sejmu w 2011 z powodzeniem ubiegał się o reelekcję, dostał 16 038 głosów. W 2015, 2019 i 2023 był ponownie wybierany do Sejmu, zdobywając odpowiednio 18 197 głosów, 20 634 głosy oraz 18 574 głosy.

## Życie prywatne
Syn Franciszka i Janiny. Żonaty z Haliną.

## Odznaczenia i wyróżnienia
- Brązowy Krzyż Zasługi (2003)[8]
- Srebrna Odznaka „Zasłużony dla Ochrony Przeciwpożarowej” (2011)[9]
- Odznaka Honorowa Powiatu Kolbuszowskiego (2024)[10]
- Tytuł honorowego obywatela Baranowa Sandomierskiego (2019)[11]
- Tytuł honorowego obywatela Kolbuszowej (2023)[12]
- Tytuł honorowego obywatela Głogowa Małopolskiego (2023)[13]
- Tytuł „Zasłużony dla Miasta i Gminy Kolbuszowa”[14]